# Јевгениј Иванов
Јевгениј Алексејевич Иванов (село Толмачево, 13. фебруар 1911. – Москва, јуни 1983) је био главни технолог за производњу авиона у ОКБ Сухој који је преко четири деценије радио као заменик П. О. Сухоја а након његове смрти (од 1975 до 1983. године) је био и главни конструктор у ОКБ Сухој. За заслуге је проглашен херојем Совјетског Савеза.

## Биографија
Јевгениј А. Иванов је рођен 13. фебруара 1911. у селу Толмачево, Лужкога округа Лењинградске области. Каријеру је започео 1929. године као стругар у експерименталној фабрици у Москви. Након дипломирања, завршио је ММИ Бубнова рус. Московский машиностроительный институт имени А. С. Бубнова 1935., и добио је посао у ваздухопловној индустрији - био је шеф групе за хидроавионе, затим заменик и главни технолог, главни инжењер и заменик директора фабрике.
Од 1939. Јевгениј А. Иванов ради са П. О. Сухојем, и постао је његов незаменљив сарадник за индустријска и технолошка питања. Својим активним учешћем од 1940. до 1941. године, формирао је масовну производњу авиона Су-2 у фабрици авиона у Харкову. Од 1940. до 1949. Ј. А. Иванов је учествовао у стварању авиона: СУ-1; Су-2; Су-3; Су-5; Су-6; Су-7; Су-8; Су-9; Су-10; Су-11; Су-12; Су-15 и Су-17.
После ликвидације ОКБ Сухој 1949. године, Ј. А. Иванов заједно П. О. Сухојем прелази у ОКБ Тупољев где је радио као главни инжењер за тестирање авиона, а након обнове ОКБ Сухој 1953. године био је именован за помоћника главног конструктора за производњу. Године 1959. постао заменик главног конструктора П. О. Сухоја.
Ј. А. Иванов се одликовао изванредним организаторским способностима, креативно је мислио, благовремено је доносио одлуке и ефикасно их спроводио у дело. Рационално је користио све расположиве ресурсе: машине, алате, енергију, материјал, пројектантски и производни рад. За њега су познаваоци говорили да је у стању да технички изведе и произведе све оно што П. О. Сухој измисли (а П. О. Сухој је имао револуционарне идеје и било га је тешко пратити). Својом ограмном енергијом и знањем дао је немерљиви допринос стварању авиона Ц-1, Т-3, ПТ-7, Су- 9, Су-7Б и СУ-17 са бројним модификацијама, Су-24 Су-27, итд. Под његовим руководством, уз његову умешаност су развијени млазни ловци Су-11; Су-15 и Су-15ТМ као и јуришни бомбардер Су-25.
Заједно са производњом и пројектовањем Ј. А. Иванов ради на развоју научне лабораторије ОКБ-Сухој. Године 1970 он је одбранио докторску дисертацију на МАИ (Московски Авиациони Институт), у којој су развијене методе за комплексне математичке моделе симулације система човек-машина у ваздуху, који смањују време тестирања и њихове трошкове, и смањују ризик за посаде у пробном лету.
Много пажње Ј. А. Иванов посветио увођењу нових технологија, рационализацији процеса производње, увођењу нове методе мрежног планирања и управљања процесом пројектовања и производње, која је обезбедила значајно повећање производних капацитета предузећа. Под његовим вођством, развијене су и спроведене иновативане методе и технике пројектовања коришћењем рачунара. Он је увео први центар за пројектовање помоћу рачунара (CAD) у индустријским условима).
После смрти П. О. Сухоја, у септембру 1975. године Ј. А. Иванов постаје вд главни конструктор ОКБ Сухој, а у децембру 1977. је именован на ту функцију на којој је остао све до своје смрти 1983. године. Он је задржао традиционални стил рада, заснован на поштовању запосленог особља, објективној процени и оцени њиховог рада, високом квалитету научног истраживања, које је карактеристично за ОКБ Сухој за шта се залагао и оснивач П. О. Сухој.

## Галерија слика
- Лаки бомбардер Су-2 (1937)
- Авиони Сухој Су-7(1955) десно и Су-17 (1966) лево музејски примерци
- Авион Су-24 са променњивом геометријом крила (1970)
- Јуришни авион Су-25 (1975)
- Ловац Су-27 (1977)

## Попис авиона у којима је учествовао у пројектовању или био вођа пројекта Ј. А. Иванов
| - до 1949. године - Су-2/АНТ-51 (1937) - ШБ (1940) - Су-4 (1941) - Су-6 (1942) - Су-8/(ДДБШ) (1943) - Су-9 (1946)/("К") - Су-11/("КЛ") - Су-13/("КТ") - Су-15 (1949) - Су-17 (1949) |  | - после 1953. године - Су-15 (1962) - Су-17 (1966) - Су-20 (1972) - Су-22 (1976) - Су-24 (1970) - Су-25 (1975) - Су-27 (1977) |

## Државне награде
- добитник Лењинове награде (1967),
- добитник Државне награде (1975),

## Одликовања
- орден Хероја социјалистичког рада,
- двоструки носилац ордена Лењина,
- двоструки носилац ордена Црвене заставе за рад,

## Признања
- неколико пута је добио признање Министарског савета,